# Tetraphlebia promaucana
Tetraphlebia promaucana är en fjärilsart som beskrevs av Reed 1877. Tetraphlebia promaucana ingår i släktet Tetraphlebia och familjen praktfjärilar. Inga underarter finns listade i Catalogue of Life.